# Национальный симфонический оркестр Украины
Национальный симфонический оркестр Украины (укр. Національний симфонічний оркестр України) — академический музыкальный коллектив Украины.
В 1918 году согласно указу Совета Министров Украинской народной республики был основан оркестр, первым дирижёром которого стал Александр Горилый. Затем в 1937—1952 годах его сменил Натан Рахлин. В 1994 году указом Президента Украины оркестр был переименован в нынешнее название.
Оркестр был стартовой площадкой таких известных украинских и советских композиторов как Борис Лятошинский, Евгений Станкович и Мирослав Скорик. С составом оркестра работали известные дирижёры — Курт Зандерлинг, Леопольд Стоковский, Игорь Маркевич, Кирилл Кондрашин, Евгений Мравинский, Евгений Светланов, Константин Симеонов и Геннадий Рождественский.
В данный момент в штате оркестра находится более 100 инструменталистов. Коллектив пополняется молодыми выпускниками музыкальных академий Украины. Среди музыкантов — заслуженные артисты Украины и заслуженные артисты России, лауреаты международных и всеукраинских конкурсов. Художественный руководитель и главный дирижёр — Владимир Сиренко.

## История оркестра
В марте 1917 года музыкантами Киевского оперного театра был основан «Союз оркестрантов». В начале сезона 1918—1919 годов из-за принципиального несогласия с немецкой оккупационной администрацией «Союз» отказался играть спектакли, вследствие чего оркестр был укомплектован музыкантами из немецких воинских частей и исполнителями, специально приглашёнными из Германии.
Именно из членов «Союза оркестрантов» и студентов консерватории в Киеве вскоре было создано первый симфонический коллектив. 28 ноября 1918 газета «Государственный вестник» напечатала постановление Совета министров Украины об учреждении Государственного симфонического оркестра имени Н. Лысенко с выделением на его содержание 66 тысяч 300 рублей. Главным дирижёром был назначен известный композитор и музыкально-общественный деятель Александр Горилый.
На одном из первых концертов оркестра, который состоялся в декабре 1918 года и был посвящён творчеству Николая Лысенко, звучали симфонические фрагменты из оперы «Тарас Бульба» и оркестровая транскрипция симфонической фантазии композитора «Казак-шумка».
После установления советской власти оркестр был принят на бюджет Народного комиссариата просвещения и продолжил выступления как Республиканский симфонический оркестр имени Н. Лысенко. За короткое время своего существования коллектив принял участие в четырёх собраниях, посвященных И.-С. Баху, подготовил шесть программ из произведений П. Чайковского. В апреле 1919 года состоялись концерты, на которых звучали произведения Р. Глиэра и А. Скрябина. Оркестр также проводил симфонические собрания на летней эстраде Пролетарского парка Киева.
В 1920 году Республиканский оркестр имени Н. Лысенко вошёл в состав Филармонического общества, которым руководил композитор и дирижёр Лев Штейнберг. В 1923 году Филармоническое общество было реорганизовано в Киевскую государственную филармонию (официальное открытие состоялось 26 марта 1923), просуществовавшую до ноября 1923 года.
3 октября 1929 года дирижёром оркестра, в состав которого в то время входило 23 музыканта, стал Михаил Канерштейн. В 1934 году из-за перенесения столицы УССР в Киев оркестр стал подчиняться Республиканскому радиокомитету, а его состав увеличился до 60 человек.
С 1935 по 1937 год оркестр возглавлял Герман Адлер, который поднял оркестр до уровня ведущего симфонического коллектива республики. В 1936 году под руководством Адлера оркестр впервые исполнил Вторую симфонию Б. Лятошинского и Второй фортепианный концерт Л. Ревуцкого.
19 июня 1937 года Совет народных комиссаров УССР принял решение о создании на базе симфонического оркестра Республиканского радиокомитета Украинского государственного симфонического оркестра и его подчинении Управлению по делам искусств при СНК УССР.
В 1938 году оркестр возглавил народный артист СССР Натан Рахлин, который был главным дирижёром почти 25 лет.
После начала Великой Отечественной войны, в сентябре 1941 года, Рахлина назначили главным дирижёром Государственного симфонического оркестра СССР. Основной состав киевского оркестра в 1941—1944 годах продолжал свою деятельность сначала в Орджоникидзе, а затем в Душанбе. В этот период оркестром руководил заслуженный деятель искусств УССР Лев Брагинский.
В 1946 году оркестр вновь возглавил Натан Рахлин. С 1944 года с коллективом стали работать его основатель — М. Канерштейн, а также первая в УССР женщина-дирижёр, дипломант Всесоюзного конкурса молодых дирижёров 1946 года Евгения Шабалтина. В 1949—1957 годах с оркестром работал будущий руководитель Киевского и Ленинградского театров оперы и балета Константин Симеонов. В это время оркестр исполнял почти все симфонические произведения, написанные украинскими композиторами.
В 1948 и 1952 годах оркестр был на гастролях в Москве и Ленинграде. Эти выступления были положительно восприняты и оценены центральной прессой.
В 1962 году главным дирижёром и художественным руководителем коллектива был назначен Стефан Турчак (1938—1988).
В 1964 году Указом Президиума Верховного Совета Украинской ССР за заслуги в развитии музыкального искусства Государственному симфоническому оркестру УССР было присвоено звание заслуженного коллектива.
В 1968—1973 годах оркестр возглавлял заслуженный деятель искусств УССР Владимир Кожухарь, который с 1964 года был вторым дирижёром оркестра. В 1973 году в Государственный симфонический оркестр УССР вернулся народный артист УССР Стефан Турчак. Под его руководством коллектив активно гастролировал на Украине и за рубежом, принимал участие в Днях литературы и искусства Украины в Эстонской ССР (1974), Белорусской ССР (1976), неоднократно выступал с творческими отчётами в Москве и Ленинграде. В 1976 году приказом Министерства культуры СССР Государственный симфонический оркестр УССР был удостоен почётного звания академического коллектива.
В 1978 году оркестр возглавил народный артист УССР Фёдор Глущенко. Оркестр принимал участие в музыкальных фестивалях в Москве (1983), Брно и Братиславе (ЧССР, 1986), был на гастролях в НРБ, Латвийской ССР, Азербайджанской ССР (1979), Арменской ССР, ПНР (1980), Грузинской ССР (1982). В 1986—1988 годах, после аварии на Чернобыльской АЭС, коллектив неоднократно выезжал в район 30-километровой зоны с концертами для ликвидаторов последствий аварии.
В 1988 году художественным руководителем и главным дирижёром оркестра стал народный артист УССР Игорь Блажков, который обновил репертуар и значительно повысил профессиональный уровень коллектива. Коллектив приглашают на фестивали в ГДР (1989), Испании, РСФСР (1991), Франции (1992). Лучшие концертные программы были записаны на компакт-диски компаний Analgeta (Канада) и Claudio Records (Великобритания). В 1991 году Государственным симфоническим оркестром была осуществлена первая запись национального гимна Украины.
Указом Президента Украины от 3 июня 1994 года «с целью дальнейшего развития творческого потенциала и учитывая весомый вклад в развитие музыкального искусства, пропаганду культурного наследия народа Украины» Государственному заслуженному академическому симфоническому оркестру Украины был придан статус Национального заслуженного академического симфонического оркестра Украины.
В 1994 году на должность генерального директора и художественного руководителя коллектива был назначен американец украинского происхождения дирижёр Теодор Кучар. Под его руководством оркестр стал наиболее часто записываемым коллективом бывшего Советского Союза. В течение восьми лет оркестр записал более 45 компакт-дисков для фирм Naxos и Marco Polo, в том числе — все симфонии В. Калинникова, Б. Лятошинского, Б. Мартину и С. Прокофьева, ряд произведений В. Моцарта, А. Дворжака, П. Чайковского, А. Глазунова, Д. Шостаковича, Р. Щедрина, Е. Станковича. Диск со Второй и Третьей симфониями Б. Лятошинского был признан компанией ABC «Лучшей мировой записью 1994 года». Оркестр впервые дал концерты в Австралии, Гонконге, Великобритании.
В конце 1997 года художественным руководителем Национального симфонического оркестра был назначен народный артист Украины Иван Гамкало. В 1999 году главным дирижёром, а с 2000 года художественным руководителем оркестра стал заслуженный деятель искусств Украины, лауреат Национальной премии имени Т. Шевченко Владимир Сиренко.
В 1997 и 2010 году оркестр принимал участие в международном фестивале «Сходы до Неба» в Киеве.

## Награды
- Почётная грамота Президиума Верховного Совета РСФСР (5 июня 1969 года) — за большой вклад в развитие и укрепление взаимосвязей братских национальных культур и активное участие в проведении Декады украинской литературы и искусства в РСФСР[5].
- Почётная грамота Президиума Верховного Совета РСФСР (1979 год)[6].